# Jüdischer Friedhof (Egeln)
Der Jüdische Friedhof Egeln liegt in Egeln, einer Stadt im Salzlandkreis in der Mitte Sachsen-Anhalts. Auf dem etwa vier Ar großen jüdischen Friedhof an der Straße „Am Hunnengraben“ gegenüber der Waldsporthalle sind etwa 25 Grabsteine in zwei Reihen erhalten, dazu die Reste zerstörter Grabsteine. Die Mauer des Friedhofes, die teilweise mit Metallzaunfeldern erhöht wurde, ist ebenfalls erhalten.

## Geschichte
Der jüdische Friedhof in Egeln wurde Anfang des 19. Jahrhunderts angelegt und bis um 1920 belegt. Die Grabsteine wurden in der NS-Zeit teilweise zerstört. Auch in der DDR-Zeit kam es wiederholt zu Schändungen. Belegt sind diese für die Jahre 1958, 1965, 1978 und 1980.

## Einordnung
Im Denkmalverzeichnis des Landes Sachsen-Anhalt ist der jüdische Friedhof unter der Erfassungsnummer 094 95164 aufgeführt (siehe Liste der Kulturdenkmale in Egeln). Alljährlich findet seit dem frühen 21. Jahrhundert wieder eine Gedenkfeier mit Kranzniederlegung am 9. November auf dem Friedhof statt.